# Gracixalus supercornutus
Espèce
Synonymes
- Philautus supercornutus Orlov, Cuc & Truong, 2004

Statut de conservation UICN

 NT  : Quasi menacé
Gracixalus supercornutus est une espèce d'amphibiens de la famille des Rhacophoridae.

## Répartition
Cette espèce se rencontre entre 1 000 et 1 400 m d'altitude :
- dans la province de Saravane au Laos ;
- dans le centre du Viêt Nam.

## Publication originale
- Orlov, Ho & Nguyen, 2004 : A new species of the genus Philautus from central Vietnam (Anura: Rhacophoridae). Russian Journal of Herpetology, vol. 11, no 1, p. 51-64.